# کادیس
کادیس (اسپانیایی: Cádiz) یا قادص مرکز استان کادیس اسپانیا است.
جمعیت آن ۱۳۰٬۵۶۱ نفر و مساحتش ۱۲ کیلومتر مربع است.کادیز، یکی از قدیمی‌ترین شهرهای مسکونی در اروپای غربی، توسط فنیقی‌ها به عنوان یک مرکز تجاری تأسیس شد.[5][6] در قرن هجدهم، بندر خلیج کادیز به عنوان بندر اصلی سرزمین اصلی اسپانیا تثبیت شد و تا سال 1778 از انحصار واقعی تجارت با قاره آمریکا برخوردار بود. همچنین محل دانشگاه کادیز است.
کادیز که در یک قطعه زمین باریک احاطه شده توسط دریا واقع شده است، از بیشتر جهات یک شهر معمولی اندلسی با بناهای تاریخی به خوبی حفظ شده است. بخش قدیمی‌تر کادیز، در بقایای دیوارهای شهر، معمولاً به عنوان شهر قدیمی (به اسپانیایی: Casco Antiguo) شناخته می‌شود و منطقه بزرگی از کل شهر را تشکیل می‌دهد. این شهر با قدمت محله‌های مختلف (باریوها) خود، از جمله ال پوپولو، لا وینیا و سانتا ماریا، مشخص می‌شود که تضاد قابل توجهی با مناطق جدیدتر شهر دارند. در حالی که نقشه خیابان‌های شهر قدیمی شامل کوچه‌های باریک و پر پیچ و خم است که میدان‌های بزرگ را به هم متصل می‌کنند، مناطق جدیدتر کادیز معمولاً دارای خیابان‌های عریض و ساختمان‌های مدرن‌تر هستند. این شهر با پارک‌هایی که گیاهان عجیب و غریب در آنها رشد می‌کنند، از جمله درختان غول‌پیکری که ظاهراً از دنیای جدید به شبه جزیره ایبری آورده شده‌اند، پر شده است.

## تاریخ
کادیز که توسط فنیقی‌های اهل صور با نام گادیر یا آگادیر تأسیس شد،[16][17][18] اغلب به عنوان باستانی‌ترین شهر باقی‌مانده در اروپای غربی در نظر گرفته می‌شود.[19] این شهر یک مرکز تجاری مهم بود که برای دسترسی به فلزات مختلف از جمله طلا، قلع و به ویژه نقره تأسیس شد.[6] فنیقی‌ها در قرن هفتم پیش از میلاد بندری تأسیس کردند.[20]
به طور سنتی، تأسیس کادیز به حدود 1100 پیش از میلاد برمی‌گردد،[21] اگرچه هیچ لایه باستان‌شناسی در این مکان نمی‌تواند قدمتی زودتر از قرن نهم پیش از میلاد داشته باشد. یک راه‌حل برای این اختلاف این است که فرض کنیم گادیر در روزهای اولیه خود صرفاً یک منطقه تجاری فصلی کوچک بوده است.
گادیر باستانی دو جزیره کوچک را اشغال کرده بود - اریثیا، که عمدتاً یک سکونتگاه بود، و کوتینوسا، که میزبان گورستان‌ها و پناهگاه‌هایی در خارج از منطقه شهری بود - که در نزدیکی دهانه رودخانه گوادالته واقع شده بودند.[22] در حال حاضر، این جزایر به هم متصل هستند. در حالی که ویرانه‌های باستانی گادیر در زیر مرکز تاریخی کادیس مدرن تا حد زیادی کاوش نشده باقی مانده‌اند، کاوش‌هایی در گورستان‌های جنوبی انجام شده است.
تا قرن ششم پیش از میلاد، ناآرامی‌ها در خود فنیقیه، به ویژه سقوط صور به دست بابلی‌ها (573 پیش از میلاد)، منجر به پایان کنترل فنیقی‌ها بر جنوب ایبری شد. این خلاء بعداً توسط کارتاژ باستانی پر شد که در دوره‌های بعدی به عنوان یک قدرت غالب در منطقه ظهور کرد.[23]
لشکرکشی‌های هیمیلکو در اطراف اسپانیا و فرانسه و هانو در اطراف آفریقای غربی از آنجا آغاز شد. سکونتگاه فنیقی‌ها با تارتسسوس، یک دولت‌شهر که مکان دقیق آن ناشناخته است اما گمان می‌رود جایی در نزدیکی دهانه رودخانه گوادالکیویر بوده باشد، تجارت می‌کرد.
یکی از ویژگی‌های قابل توجه این شهر در دوران باستان، معبدی در انتهای جنوبی جزیره آن بود که به خدای فنیقی، ملکارت، اختصاص داده شده بود که توسط یونانیان و رومی‌ها با نام‌های "هرکول تیری" و "هرکول گادیتانوس" با هرکول یکی گرفته می‌شد. این معبد دارای یک پیشگو بود و به خاطر ثروتش مشهور بود.[24] در اساطیر یونانی، گاهی اوقات به هرکول پس از انجام دهمین کار خود، کشتن گریون، هیولایی با سه سر و نیم‌تنه که به یک جفت پا متصل بودند، به عنوان بنیانگذار گادیرا نسبت داده می‌شود. (یک تپه در نزدیکی گادیرا با آرامگاه نهایی گریون مرتبط بود.[25]) طبق زندگی آپولونیوس تیانا، "هراکلئوم" (یعنی معبد ملکارت) هنوز در طول قرن اول پابرجا بود. برخی از مورخان، تا حدودی بر اساس این منبع، معتقدند که ستون‌های این معبد منشأ افسانه "ستون‌های هرکول" بوده‌اند.[26]
این شهر در طول لشکرکشی هامیلکار بارسا به ایبری پس از جنگ اول پونیک، تحت سلطه کارتاژ قرار گرفت. کادیز به انباری برای فتح جنوب ایبری توسط هانیبال تبدیل شد و او قبل از عزیمت به سفر معروف خود در سال 218 قبل از میلاد برای عبور از آلپ و حمله به ایتالیا، در آنجا برای هرکول/ملکارت قربانی کرد.[27] بعدها این شهر در سال 206 پیش از میلاد به دست رومی‌ها تحت فرمان اسکیپیو آفریکانوس افتاد.[28]
در دوران جمهوری و امپراتوری روم، این شهر به عنوان بندر و پایگاه دریایی معروف به گادس رونق گرفت. سوتونیوس روایت می‌کند که چگونه ژولیوس سزار، هنگام بازدید از گادس به عنوان یک کوائستور (سناتور جوان)، مجسمه‌ای از اسکندر کبیر را در آنجا دید و از اینکه فکر می‌کرد خودش، اگرچه در همان سن بود، هنوز هیچ چیز به یاد ماندنی به دست نیاورده بود، غمگین شد.[29]
مردم گادس با روم متحد بودند و ژولیوس سزار در سال 49 پیش از میلاد به همه ساکنان آن شهروندی روم را اعطا کرد.[24] در زمان سرشماری آگوستوس، کادیس محل زندگی بیش از پانصد اکویتس (اعضای طبقه مرفه ثروتمند) بود، جمعیتی که تنها پاتاویوم (پادوا) و خود روم با آن رقابت می‌کردند.[30] این شهر، شهر اصلی مستعمره رومی آگوستا، یولیا گادیتانا، بود. یک قنات، آب شیرین شهر را تأمین می‌کرد، زیرا آب جزیره کم بود و در آخرین مرحله از دریای آزاد عبور می‌کرد. با این حال، گادیت رومی هرگز خیلی بزرگ نبود. این شهر فقط گوشه شمال غربی جزیره فعلی را شامل می‌شد و بیشتر شهروندان ثروتمند آن املاکی را در خارج از آن در جزیره نزدیک یا در سرزمین اصلی داشتند.[24] سبک زندگی حفظ شده در این املاک منجر به شهرت دختران رقصنده گادیت (puellae gaditanae) در سراسر جهان باستان شد.[31]
اگرچه در واقع غربی‌ترین شهر شبه جزیره اسپانیا نیست، اما برای رومی‌ها، کادیس این شهرت را داشت. شاعر جوونال، هجویه معروف دهم خود را با این کلمات آغاز می‌کند: Omnibus in terris quae sunt a Gadibus usque Auroram et Gangen ("در تمام سرزمین‌هایی که از گادیت تا سپیده دم و گنگ وجود دارند ...").[32]
سرنگونی قدرت رومی‌ها در هیسپانیا باتیکا توسط ویزیگوت‌ها در دهه ۴۰۰ میلادی، منجر به تخریب شهر اصلی شد که امروزه آثار کمی از آن باقی مانده است. این مکان بعداً در سال ۵۵۱ توسط ژوستینین به عنوان بخشی از استان بیزانسی اسپانیا دوباره فتح شد.[33] 
صد ها سال بعد در قرن هفدهم، هنگامی که قاره آمریکا کشف شده بود، کادیز به طور رسمی توسط اسپانیایی ها تاسیس شد و به یکی از مراکز و بنادر مهم جنوب اسپانیا تبدیل شد.کالاهای متفاوتی با کشتی از مدیترانه و آمریکا و آفریقا به کادیز میرسیدند‌. تصرف قاره آمریکا و دستیابی به منابع عظیم و گسترده آن و ورود این منابع با گالئون های طلا و نقره از طریق کادیز به اسپانیا و اروپا، موجب پیشرفت بسیار سریع این بندر شد. این بندر آن قدر مهم بود که در سال ۱۷۰۲ انگلیسی ها و هلندی ها به آن حمله کردند و تصرف آن را به معنای تسلط کامل بر مدیترانه غربی و اقیانوس اطلس میدانستند. 

## اقتصاد

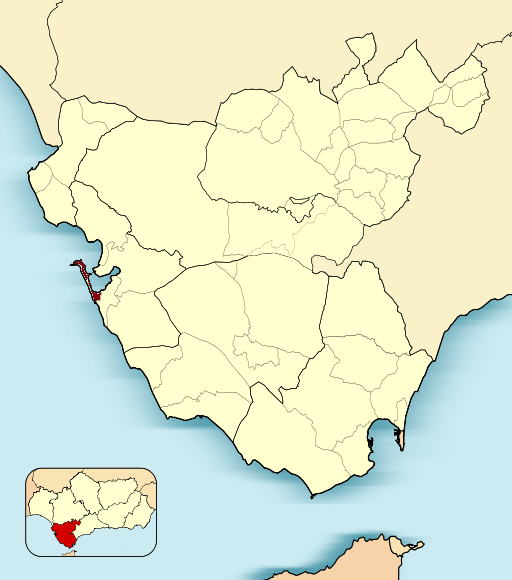